# DX-Ball
DX-Ball (stilisiert als DX • BΔLL, manchmal auch als DXBALL geschrieben) ist ein Freeware-Computerspiel für den PC. Es wurde 1996 von Michael P. Welch und Seumas McNally veröffentlicht. Das Spiel basiert auf einer frühen Version des Amiga-Spieles MegaBall, den klassischen Ball-and-paddle Arcade Games wie Breakout und Arkanoid. Ein Leveleditor wurde auch zur Verfügung gestellt. DX-Ball wurde von den Nachfolgern DX-Ball 2 (1998), Rival Ball (2001) und Super DX-Ball (2004) abgelöst. Im Jahre 2018 veröffentlichte Longbow Games die DX-Ball 2: 20th Anniversary Edition.

## Spielweise
Das Spiel ist im Grunde ein Breakoutclone. Der Spieler steuert ein Paddel unten mit der Maus und lenkt einen einzelnen Ball ab, wobei er oben auf dem Bildschirm verschiedenfarbige Blöcke trifft, ohne dass der Ball unter den Bildschirm fällt. Das Löschen aller Blöcke führt zum Abschluss des Levels und das nächste Level wird eingeblendet. Es sind 50 Level zu absolvieren. Ähnlich wie bei Arkanoid und MegaBall gibt es verschiedene Power-Ups. Sie erscheinen, wenn zufällige Blöcke getroffen werden und müssen mit dem Paddel aufgenommen werden.
Wenn ein einzelner Block in einem Level verbleibt, wird er durch ein Blitz begleitet durch Donner zerstört und das nächste Level kann gestartet werden.
In bestimmten Levels kann es durch unzerbrechliche Blöcke dazu kommen, dass das Spiel in eine Endlosschleife kommt und der Spieler keine Einflussmöglichkeit mehr hat. Nach etwa einer Minute werden alle unzerbrechliche in zerbrechliche Blöcke umgewandelt.

### Power-ups
Es gibt drei neutrale, zehn positive und fünf negative Power-Ups. Neutrale Power-Ups können das Spiel positiv und negativ beeinflussen. Positive Power-Ups helfen zum Sieg und die negativen Power-Ups erschweren oder verhindern das Bestehen des Levels.
Die meisten Power-Ups wurden mit geänderten Namen aus MegaBall übernommen.
Die negativen Power-Ups „Gravity Ball“ und „Magnetism“ sind im Programmcode enthalten, werden aber nicht verwendet, da das Rendern zu aufwändig wäre.

## Geschichte

### MegaBall
DX-Ball basiert hauptsächlich auf der Spielidee des Amigagame MegaBall, welches zwischen 1991 und 1993 von Mackey Software für Amiga programmiert wurde. Diese war wiederum eine Interpretation von Taitos Arkanoid. 2012 veröffentlichte der ursprüngliche Autor den Quellcode von MegaBall unter Apache license.

### DX-BallEntwicklung
Michael P. Welch entwarf DX-Ball 1996 als PC Remake von MegaBall, welches nur auf Amiga verfügbar war. Laut einer Nachricht des Programmierers auf der Bestenliste war es ursprünglich seiner Frau gewidmet, damit sie Megaball auf den PC spielen kann. Sie mochte Megaball mehr als Welchs eigenes Spiel Scorched Tanks. Seumas McNally (1979–2000) hat zur Grafik des Spieles beigetragen.
DX-Ball hat die gängige Spielform der Breakouts technisch erweitert und bietet für damalige Zeiten eine flüssige 16-bit Grafik, ein hochwertiges Leveldesign, eine Vielzahl von Power-Ups und hochwertige Soundeffekte.

### Mac Portierung
2002 wurde das Spiel von Michael S. Austin, dem Autor von CTSP Games und ein Freund von Michael Welch, auf macOS portiert. Die ursprüngliche Spielweise und die Grafik wurden beibehalten, aber es wurde weitere Musikvarianten, 150 weitere Ports und ein Hotseat-Multiplayermodus implementiert. Die Mac-Version ist Shareware, da das Boarderweiterungspaket nur nach Registrierung verfügbar ist. Sie benötigt MacOS ab Version 6.0, funktioniert aber nicht auf Macs mit Intelprozessoren.

## Sequels
DX-Ball hat zwei direkte Nachfolger: DX-Ball 2 (1998) und Rival Ball (2001). Diese wurde von Longbow Digital Arts designt. Michael Welch veröffentlichte 2004 ein Remake bei BlitWise Productions, bekannt als Super DX-Ball. Darüber hinaus veröffentlichte Longbow Digital Arts ein Spin-off namens Rival Ball Tournament. Im Gegensatz zu DX-Ball sind diese Spiele keine Freeware. In 2018 ist die Edition zum 20-jährigen Jubiläum von DX-Ball 2 auf Steam erschienen.